# Win Griffiths
Winston James "Win" Griffiths (n. 11 februarie 1943) este un om politic britanic, membru al Parlamentului European în perioadele 1979-1984 si 1984-1989 din partea Regatului Unit.
1. 1 2  TheyWorkForYou
2. 1 2  Hansard 1803–2005
3. 1 2  Deputații în Parlamentul European